# Géniale Attoumani
Pour les articles homonymes, voir Attoumani.
Géniale Attoumani, née le 29 juin 1985 à Mamoudzou (Mayotte) est une journaliste française qui exerce dans le Groupe France Télévisions.
Elle est la fille de Nassur Attoumani.

## Biographie
Géniale-Djazila Attoumani est née à Mamoudzou, d’un père écrivain, Nassur Attoumani et d’une mère, première Mahoraise inspectrice de l’éducation nationale, Sitinat Bamana.. À l'annonce de sa naissance, son père s'est écrié : « Génial ! » ce qui lui vaudra son prénom. Elle est l'ainée de la famille et a deux sœurs et un frère. Mariée et mère de deux garçons nés en 2016 et 2021.
Elle est scolarisée à Mamoudzou (école de Cavani stade) puis, de 1994 à 1996, suit sa mère qui est en poste à Toulouse (elle y est scolarisée à l'école Léo-Lagrange) avant de retourner à Mamoudzou, au collège de Doujani puis lycée d'État (Lycée de Mamoudzou, actuellement appelé lycée Younoussa Bamana) en 2000 où elle obtient son bac littéraire en 2003. De 2003 à 2006, elle obtient une licence d'histoire à Montpellier puis entre à l'école de journalisme de Nice (2007-2009).
Elle rejoint l'équipe de Mayotte La Première en 2009 et présente son premier JT en février 2011.
En 2020, dans le cadre de la semaine de l'outre-mer, elle présente le 12/13 de France 3 du 26 octobre au 6 novembre.
En 2021, elle assure le remplacement d'été pour la présentation du 12/13 de France 3 (en semaine) du 19 juillet au 20 août 2021, et celle du 19/20 du 22 au 29 juillet 2021. L'audience est au rendez-vous. Elle assure aussi la présentation du 12/13 du 27 au 31 décembre 2021.